# Вахма
Вахма — река в России, протекает в Немском и Кильмезском районах Кировской области. Устье реки находится в 77 км по левому берегу реки Лобань. Длина реки составляет 19 км, площадь водосборного бассейна 131 км².
Исток реки в лесном массиве на границе с Республикой Удмуртией в 40 км к юго-востоку от посёлка Нема.
Река течёт на юго-запад по заболоченному лесному массиву. В среднем течении на реке стоит деревня Волга (Рыбно-Ватажское сельское поселение). Притоки — Прича (левый); Талык, Плащинка (правые). Впадает в Лобань у деревни Тат-Бояры.

## Данные водного реестра
По данным государственного водного реестра России относится к Камскому бассейновому округу, водохозяйственный участок реки — Вятка от водомерного поста посёлка городского типа Аркуль до города Вятские Поляны, речной подбассейн реки — Вятка. Речной бассейн реки — Кама.
Код объекта в государственном водном реестре — 10010300512111100039849.